# Route nationale 36
Die Route nationale 36, kurz N 36 oder RN 36, ist eine französische Nationalstraße.

## Aktueller Straßenverlauf
Die aktuelle Nationalstraße dient als Verbindung der Autobahnen A5 und A4. Zwischen Guignes und Marles-en-Brie führt sie über eine neugebaute Umgehungsstraße, die westlich der alten Trasse liegt.

## Historischer Straßenverlauf
Die historische Nationalstraße verlief von 1824 bis 1973 von Melun bis Villers-Cotterêts. Dieser geht auf die Route impériale 42 zurück. Die Länge betrug 96,5 Kilometer. 1973 wurde sie auf den Abschnitt Melun – Meaux gekürzt, 2006 erfolgte eine weitere Verkürzung, sodass die heutige Straße nur noch die beiden Autobahnen verbindet.

## Streckenführung
| Position | höchste zulässige Gesamtgeschwindigkeit | Fahrbahnen | Abschnitt | Längengrad | Breitengrad |
| -------- | --------------------------------------- | ---------- | --------- | ---------- | ----------- |
| 1        | 90                                      | 2          | A 4       | 48.8604    | 2.8445      |
| 2        | 90                                      | 2          | D406      | 48.8557    | 2.8503      |
| 3        | 90                                      | 2          | D406      | 48.8522    | 2.8626      |
| 4        | 90                                      | 2          |           | 48.8522    | 2.8626      |

## N36a
Die N36A war von 1962 bis 1973 ein Seitenast der N36, der in Fontenay-Trésigny aus der N4 entstand, als diese auf eine nördliche Umgehungsstraße verlegt wurde. Sie trägt heute die Nummer D421.